# Cupido orcus
Cupido orcus är en fjärilsart som beskrevs av Edwards 1869. Cupido orcus ingår i släktet Cupido och familjen juvelvingar. Inga underarter finns listade i Catalogue of Life.